# Phân tích mạng lưới (điện)

Hình số 1: Mạch điện này gồm 3 mạng lưới: 1, 2, 3. R_{1}, R_{2}, R_{3}, 1/sC và Ls là trờ kháng của trở, tụ, và cuộn cảm giá trị trong miền s. V_{s} và i_{s} là những giá trị của các nguồn điện và dòng tương ứng.

Phương pháp  phân tích mạng lưới (tiếng Anh gọi là Mesh analysis)  là một phương pháp phân tích dòng trong mạch điện (liên quan gián tiếp với điện áp). Sử dụng Mesh Analysis cho phép chúng ta tính toán dòng trong mạch điện một cách thuận tiện và nhanh chóng, giúp tối giản nhiều phương trình so với cách tính toán dòng điện truyền thống.
Một kỹ thuật chung, được gọi là phân tích vòng lặp (tương ứng với mạng biến gọi là vòng lặp dòng điện) có thể được áp dụng cho bất kỳ mạch phẳng hay không.
Phân tích lưới và phân tích vòng lặp đều sử dụng định luật điện áp Kirchhoff để lập các phương trình có biến ẩn để giải. Phân tích lưới thường dễ sử dụng khi mạch là phẳng, so  phân tích với vòng lặp.